# D'Alemberts princip
d'Alemberts princip är en grundläggande princip inom mekaniken för att utföra beräkningar på komplexa system. Principen som är uppkallad efter Jean le Rond d'Alembert, leder fram till Lagranges och Hamiltons omformulering av Newtons lagar och variationsteori.
d'Alemberts princip kan beskrivas med formeln
{\displaystyle \sum _{i}(\mathbf {F} _{i}-\mathbf {\dot {p}} _{i})\cdot \delta \mathbf {r} =0.}